# Nabú-Šum-Libur
Nabú-Šum-Libur (1033–1026 př. n. l.) byl jedenáctý a poslední král 4. Babylonské dynastie (2. Isinské). Vládl v období nestability kvůli vpádům aramejských kočovných kmenů v severozápadní Babylonii. 

## Konec dynastie
Události na konci jeho vlády nejsou známy, ale severní Babylonie byla poražena aramejskými kmeny ze západu. Dynastie byla následována 2. Přímořskou dynastií, když se velká část jižní Mezopotámie vzdala. 